# In der Au (Naturschutzgebiet)
Koordinaten: 49° 55′ 3″ N, 8° 10′ 51″ O
Das Naturschutzgebiet In der Au liegt im Landkreis Mainz-Bingen in Rheinland-Pfalz, verteilt in den Gemarkungen von Essenheim, Ober-Olm und Nieder-Olm. Das 23 Hektar große Gebiet im Landschaftsschutzgebiet „Selztal“ wurde im Jahr 1990 unter Naturschutz gestellt. Es erstreckt sich südöstlich der Ortsgemeinde Essenheim entlang des Kuppelbachs, des Essenheimerbachs und der Selz. Unweit östlich verläuft die Bundesautobahn 63, unweit südlich die Landesstraße 413.